# Size Matters (Helmet)
Size Matters è un album della band statunitense Helmet, pubblicato nel 2004 dalla Interscope Records.
È il primo album degli Helmet dopo lo scioglimento avvenuto nel 1998, e la successiva rinascita della band avvenuta nel 2003 ad opera di Page Hamilton. Hamilton è anche l'unico superstite della formazione originale a figurare nell'album, dato che sia Henry Bogdan (bassista) che John Stanier (batterista) avevano declinato l'invito alla riunione della band. Anche questo album segue la falsariga dei precedenti, con riff di chitarra stoppati e base ritmica che sostiene i suddetti riff.
La formazione che ha inciso questo album è un trio, composto oltre che da Hamilton alla voce e alla chitarra, da Chris Traynor al basso (presente nel tour di Aftertaste come chitarrista) e John Tempesta alla batteria. Dopo la pubblicazione dell'album, l'ingresso nella band di Frank Bello al basso, fece sì che Chris Traynor ritornasse al suo strumento originario, cioè la chitarra. La traccia Crashing Foreign Cars è presente nel gioco Need for Speed: Underground 2.

## Tracce
1. Smart (Hamilton) - 3:44
2. Crashing Foreign Cars (Hamilton/Nichelson/Tempesta/Traynor) - 2:31
3. See You Dead (Hamilton) - 3:48
4. Drug Lord (Hamilton) - 3:24
5. Enemies (Clouser/Hamilton) - 5:00
6. Unwound (Bjorkland/Conlin/Craig/Hamilton/Scheidel) - 4:12
7. Everybody Loves You (Hamilton) - 3:27
8. Surgery (Hamilton) - 3:14
9. Speak and Spell (Clouser/Hamilton) - 3:31
10. Throwing Punches (Clouser/Hamilton) - 3:44
11. Last Breath (Hamilton/Tempesta/Traynor) - 3:03

Tracce bonus nella versione giapponese
1. Black Light
2. Just Like Me

## Formazione
- Page Hamilton - voce, chitarra
- Chris Traynor - basso
- John Tempesta - batteria